# Paul-André Foucault
Paul Foucault (* 25. Juli 1893 in Fontainebleau; † 14. September 1959) war ein französischer Mediziner.

## Leben
Paul André Foucault war der Sohn von Marie Sophie Louise de Cuvillon und des Arztes Paul Foucault.
Er wirkte als Chirurg in Poitiers und als Professor für Anatomie an der École de médecine derselben Stadt.
1924 heiratete er Anne-Marie Malapert, Tochter eines Chirurgen; mit ihr hatte er drei Kinder, darunter Michel Foucault.
Er wurde mit dem Croix de guerre ausgezeichnet.
Der Nobelpreisträger für Medizin Luc Montagnier bezeichnete ihn als „brillanten Anatomen“.

## Schriften (Auswahl)
- Planches coloriées d'anatomie. Membre supérieur. Librairie des sciences et des arts, Paris 1945, OCLC 14744664